# Miehlen
Miehlen – miejscowość i gmina w Niemczech, w kraju związkowym Nadrenia-Palatynat, w powiecie Rhein-Lahn, wchodzi w skład gminy związkowej Nastätten.